# Ácido nitroso
El ácido nitroso es un compuesto químico y un ácido inorgánico monoprótico que se encuentra sólo en solución y en sus sales, los nitritos.
El ácido nitroso se emplea para convertir aminas en diazocompuestos y sal de diazonio. Se trata de un agente mutágeno que provoca la desaminación oxidativa de la adenina y la citosina, originando transiciones. Así, el ácido nitroso causa el desprendimiento de nitrógeno de las aminas alifáticas primarias y con las aminas secundarias reacciona para formar nitrosaminas. En cambio, en las aminas terciarias, tanto las alifáticas como las aromáticas, no hay una reacción especial salvo la reacción ácido-base para formar un nitrito, el cual, al calentar la disolución, se decompone.

## Síntesis
Puede obtenerse agregándole un ácido mineral (como el sulfúrico) al nitrito de sodio.

## Descomposición
El ácido nitroso es bastante inestable, y se descompone rápidamente a óxido de nitrógeno (lV), óxido de nitrógeno (II) y agua cuando se encuentra en solución:
2 HNO2 → NO2 + NO + H2O
También se puede descomponer en ácido nítrico, óxido de nitrógeno (I) y agua:
4 HNO2 → 2 HNO3 + N2O + H2O